# Campionato asiatico a squadre di scacchi
Il campionato asiatico a squadre di scacchi è un torneo scacchistico per squadre nazionali organizzato dall'Asian Chess Federation, alla quale possono partecipare tutte le federazioni comprese nelle zone asiatiche della FIDE (che comprendono anche l'Oceania); è valido come qualificazione al campionato del mondo a squadre.

## Storia
Il torneo fu ideato dalla Federazione della Malaysia, che nel 1974 organizzò la prima edizione, che vide partecipare solo squadre dell'area e oceaniche. Dal 1977 al 1995 il campionato fu disputato ogni due anni (con l'eccezione del 1985, edizione che venne giocata l'anno successivo): la partecipazione aumentò includendo anche le altre squadre asiatiche, e nel 1979 e nel 1981, al posto dell'unico girone all'italiana, furono introdotti gruppi preliminari e finali. Nel 1986 si passò al sistema svizzero, che da allora venne sempre usato con l'eccezione del 2005, in cui, a causa dei soli sei partecipanti, il campionato fu disputato con un doppio girone all'italiana. Nel 1995 si passò ad una periodicità quadriennale, abbandonata di nuovo nel 2003; successivamente la periodicità non è stata del tutto regolare.
Nel 1995 è stata aggiunto anche il torneo femminile.
Il torneo è sempre stato giocato sulle quattro scacchiere, ad eccezione del 1995, quando si disputò su tre scacchiere.

## Risultati

### Torneoopen
| Data                          | Sede              | Vincitore  | Secondo posto | Terzo posto |
| ----------------------------- | ----------------- | ---------- | ------------- | ----------- |
| 9-21 dicembre 1974            | Penang            | Filippine  | Australia     | Indonesia   |
| 18-27 novembre 1977           | Auckland          | Filippine  | Cina          | Indonesia   |
| 27 novembre - 3 dicembre 1979 | Singapore         | Filippine  | Cina          | Indonesia   |
| 2-11 novembre 1981            | Hangzhou          | Filippine  | Cina          | Australia   |
| 18-31 ottobre 1983            | Nuova Delhi       | Cina       | Filippine     | India       |
| 17-30 gennaio 1986            | Dubai             | Filippine  | India         | Indonesia   |
| 4-16 agosto 1987              | Singapore         | Cina       | India         | Indonesia   |
| 1989                          | Genting Highlands | Cina       | India         | Indonesia   |
| 24 ottobre - 3 novembre 1991  | Penang            | Cina       | Filippine     | Indonesia   |
| 14-26 giugno 1993             | Kuala Lumpur      | Kazakistan | Uzbekistan    | Filippine   |
| 14-22 dicembre 1995           | Singapore         | Filippine  | Cina          | Uzbekistan  |
| 4-9 ottobre 1999              | Shenyang          | Uzbekistan | Kazakistan    | India       |
| 7-17 aprile 2003              | Jodhpur           | Cina       | India A       | India C     |
| 20-28 dicembre 2005           | Esfahan           | India      | Vietnam       | Iran A      |
| 2-9 gennaio 2008              | Visakhapatnam     | Cina       | India         | Vietnam     |
| 20-29 dicembre 2009           | Kolkata           | India A    | Vietnam       | Iran        |
| 17-26 maggio 2012             | Zaozhuang         | Cina A     | India         | Cina B      |
| 22-29 maggio 2014             | Tabriz            | Cina       | India         | Vietnam     |
| 28 marzo - 5 aprile 2016      | Abu Dhabi         | India      | Cina          | Kazakistan  |
| 28 luglio - 3 agosto 2018     | Hamadan           | Iran A     | India         | Cina        |

### Torneo femminile
| Data                      | Sede          | Vincitore | Secondo posto | Terzo posto |
| ------------------------- | ------------- | --------- | ------------- | ----------- |
| 14-22 dicembre 1995       | Singapore     | Cina      | Vietnam       | Kazakistan  |
| 4-9 ottobre 1999          | Shenyang      | Cina A    | Cina B        | India       |
| 7-17 aprile 2003          | Jodhpur       | Cina      | Vietnam       | India A     |
| 20-28 dicembre 2005       | Esfahan       | Vietnam   | India         | Iran B      |
| 2-9 gennaio 2008          | Visakhapatnam | Cina      | India         | Vietnam     |
| 20-29 dicembre 2009       | Kolkata       | Vietnam   | India A       | Iran        |
| 17-26 maggio 2012         | Zaozhuang     | Cina A    | Cina B        | India       |
| 22-29 maggio 2014         | Tabriz        | Cina      | India         | Iran        |
| 28 marzo - 5 aprile 2016  | Abu Dhabi     | Cina      | Uzbekistan    | Kazakistan  |
| 28 luglio - 3 agosto 2018 | Hamadan       | Cina      | Vietnam       | India       |